# Dimitri Lauwers
Dimitri Lauwers, detto Doum (Liegi, 30 aprile 1979), è un ex cestista belga con cittadinanza italiana.
Di ruolo guardia, aveva come principale opzione offensiva il tiro da tre con il quale è riuscito spesso a mantenere medie sopra il 40% in carriera.

## Carriera
Inizia la sua carriera con il Telindus Ostenda, nel 2000 approda in Francia dove giocherà con il Le Mans, lo Cholet Basket ed il JDA Digione.
Nel 2004 arriva in Italia, terra originaria di sua madre e sua nonna, per militare una stagione con la Navigo.it Teramo.
Nel 2005 passa in LegADue, dove sarà protagonista della storica promozione dell'Eurorida Scafati in serie A.
Nell'estate del 2007 diventa capitano dei giallo-blu.
In Campania rimane fino al febbraio del 2008, mese in cui passa alla Virtus Bologna. Firma un contratto che lo legherà a questa squadra fino al 2010.
Intanto, a stagione in corso, nel gennaio del 2009 viene girato in prestito alla Cimberio Varese, in cui arriva giusto in tempo per contribuire alla causa varesina; vince il campionato e ottiene la sua seconda promozione personale.
Per la stagione 2009-2010 viene ingaggiato dalla Felice Scandone Basket Avellino di coach Cesare Pancotto, venendo confermato per le due stagioni successive. Il 3 marzo 2012 viene annunciata la rescissione consensuale del contratto con la società irpina.
Finisce la stagione 2011-2012 con la maglia della squadra che l'ha lanciato 15 anni fa, il Telindus BC Oostende. Vince il campionato belga e l'accesso ai preliminari della seguente Eurolega.

## Nazionale
Con la Nazionale Belga ha partecipato agli Europei 2011 mettendo a segno 8 punti all'esordio contro la Georgia.
Ha collezionato 101 presenze in Nazionale in 15 anni.

## Palmarès
- Campionato belga: 1

Ostenda: 2011-12
- Coppa del Belgio: 1

Ostenda: 1998
- Semaine des As: 1

Digione: 2004
- Campionato di Legadue: 2

Scafati: 2005-06
Varese: 2008-09
- Coppa Italia di Legadue: 1

Scafati: 2006